# بلغارستان در طول جنگ جهانی دوم

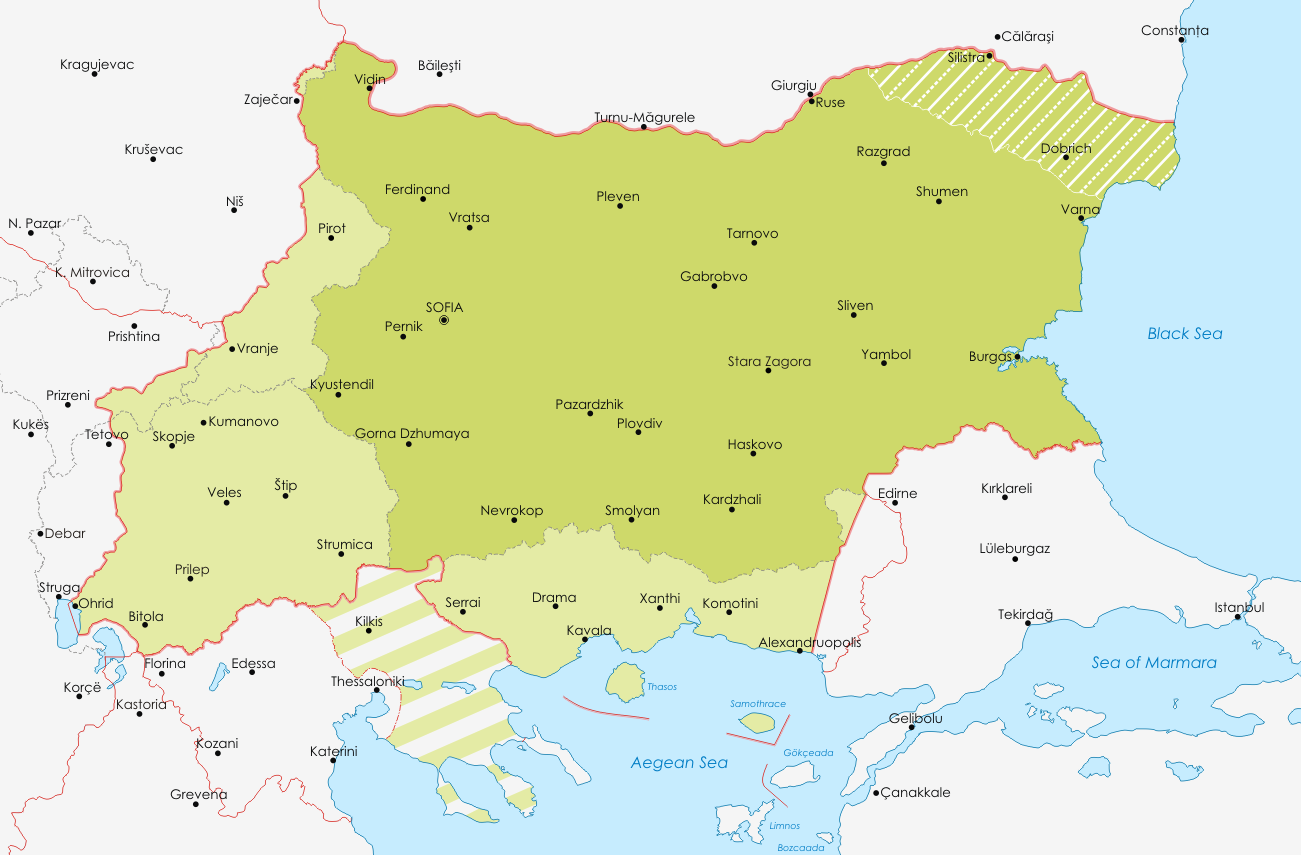
بلغارستان در طول جنگ جهانی دوم
----
دوبرویا جنوبی، بازپس گرفته شده از پادشاهی رومانی پس از پیمان کرایوا و جایزه دوم وین، سال ۱۹۴۰
مقدونیه شمالی، پوموراولیه جنوبی و تریاکای غربی ضمیمه شده در سال ۱۹۴۱
حاکمیت نظامی بلغارستان از سال ۱۹۴۳
مرز در سال ۱۹۴۱
مرز در ۲۰۰۰

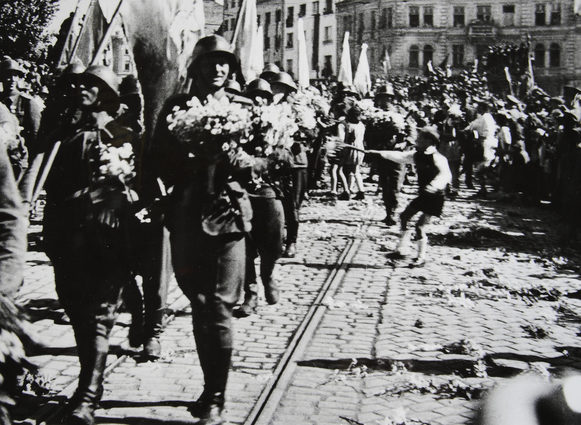
استقبال مردم صوفیا از ارتش اول بلغارستان پس از بازگشت از اتریش در پایان جنگ در اروپا، هفدهم ژوئن ۱۹۴۵

تاریخ بلغارستان در طول جنگ جهانی دوم شامل یک دوره اولیه بی‌طرفی تا اول مارس سال ۱۹۴۱، دوره اتحاد با نیروهای محور تا ۹ سپتامبر سال ۱۹۴۴ (ورود ارتش سرخ به بلغارستان) و دوره هم پیمانی با متفقین در سال پایانی جنگ می‌شود.

## بی‌طرفی اولیه (۱۹۴۱-۱۹۳۹)
دولت پادشاهی بلغارستان با نخست‌وزیری گئورگی کیوسیوانوف با وجود این که پیش از آن به دستور تزار بوریس سوم تمامی مفاد پیمان سن استفانو در محدودیت‌های نظامی را زیر پا گذاشته بود، پس از آغاز جنگ جهانی دوم، در ۱۶ سپتامبر سال ۱۹۳۹ رسماً موضع بی‌طرفی اتخاذ کرد. حاکمان بلغارستان تصمیم داشتند تا پایان جنگ این موضع را حفظ کنند؛ اما امیدوار بودند بتوانند بدون خونریزی سرزمین‌های از دست رفته در جنگ دوم بالکان و جنگ جهانی اول را بازیابند و سرزمین‌های دیگر با اکثریت بلغار در کشورهای همسایه را تصاحب کنند. با این حال، مشخص بود که موقعیت تعیین‌کننده بلغارستان در بالکان منجر به فشار شدید هر دو جناح جنگ جهانی خواهد شد.

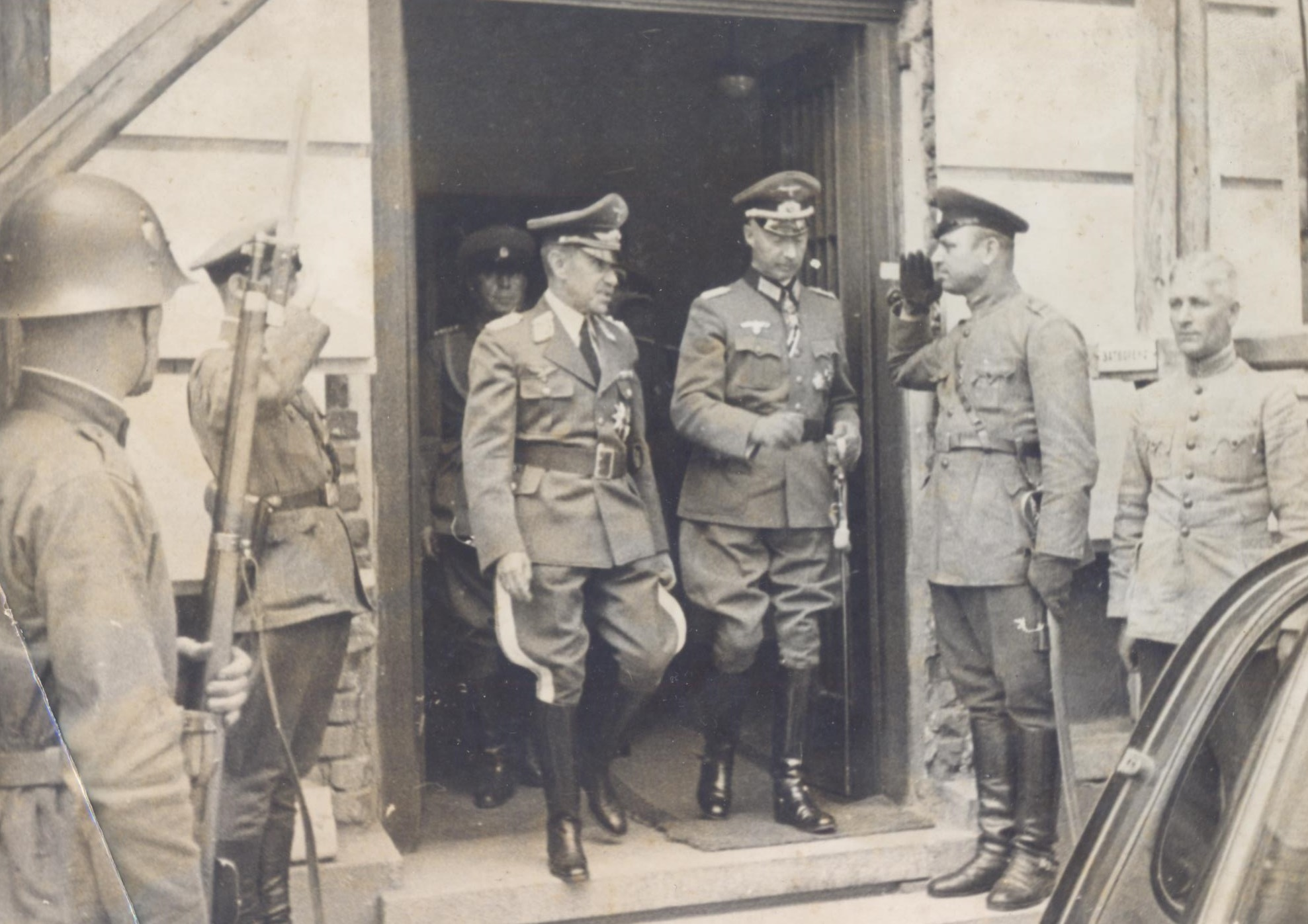
افسران آلمانی ورماخت در بلغارستان در سال ۱۹۳۹

### اقدامات طرف‌های خارجی
جورج ششم، پادشاه بریتانیا با ارسال نامه‌ای در ۱۵ سپتامبر سال ۱۹۳۹ به بوریس سوم، وعده داد در صورت بی‌طرف ماندن بلغارستان، بریتانیا به این تصمیم احترام خواهد گذاشت. حاکمان بلغارستان این نامه را مخفی نگاه داشتند زیرا می‌پنداشتند بریتانیا برای رسیدن به رومانی و دور زدن آلمان، طرحی پنهان برای تهاجم به بالکان در سر می‌پروراند. پیش از این اتحادیه کشورهای بالکان برای جلوگیری از کشانده شدن جنگ به منطقه، از در اتحاد با بلغارستان درآمده بودند و به همین جهت یوگسلاوی در سال ۱۹۳۷ یک پیمان مَوَدَت با این کشور امضا کرد. رومانی با نگرانی از اقدامات بلغارستان، به سایر کشورهای بالکان توصیه کرد بخشی از خاک خود را برای حفظ ثبات منطقه به بلغارستان بسپارند که مورد بی‌توجهی آن‌ها قرار گرفت.

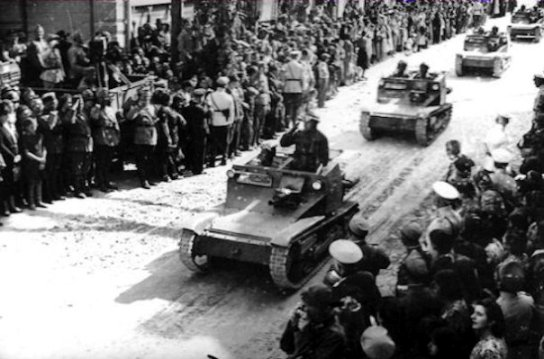
ورود بلغارستانی‌ها به دوبرویای جنوبی بر اساس پیمان کرایوا (۱۹۴۰)

در همین راستا ۷ سپتامبر سال ۱۹۴۰، با وجود نگرانی رومانی از ایجاد انتظار در مجارستان برای تجدیدنظر پیمان تریانون بلغارستان موفق شد با حمایت قوای محور با انجام مذاکرات و امضای پیمان کرایوا، دوبرویای جنوبی را از رومانی باز پس گیرد. همچنین دو کشور پذیرفتند ۶۵ هزار بلغار دوبرویا شمالی و ۱۱۰ هزار رومانیایی دوبرویای جنوبی را نیز با یکدیگر معاوضه کنند. دوبرویای جنوبی از سال ۱۹۱۳، بجز یک دوره کوتاه در جنگ جهانی اول بین سال‌های ۱۹۱۶ و ۱۹۱۸ که مجدداً به کنترل بلغارستان درآمد، بخشی از رومانی بود (پیمان بخارست). این موفقیت امید بلغارستان را برای حل سایر اختلافات ارضی بدون دخالت مستقیم در جنگ تقویت کرد. بلغارستان در تهدیدی ضمنی، به آلمان اخطار داده بود که اگر در این مسئله یاری نشود از شوروی درخواست کمک خواهد کرد. شوروی که خود بسارابیا را که زمانی بخشی از امپراتوری روسیه بود، را با اعمال تهدید از رومانی پس‌گرفته بود، با وجود سیاست ظاهری عدم تحریک کشورهای دیگر به مطرح کردن چنین خواسته‌هایی از رومانی، به شکل پنهان از مجارستان و بلغارستان خواسته بود چنین سیاستی را در مورد اراضی سابق خود در رومانی پیش بگیرند. تزار بوریس سوم در سخنرانی بیستم سپتامبر سال ۱۹۴۰ خود، از هیتلر، موسولینی، ویکتور امانوئل سوم، ریبنتروپ، چیانو و دولت مجارستان بابت کمک در این مسئله تشکر کرد. تعدادی از خیابان‌ها بدون در نظر گرفتن نقش شوروی به این اسامی نامگذری شد. برخی درون بلغارستان به‌خصوص کمونیست‌ها در اعتراض به این اقدام، تأثیر شوروی در مسئله دوبرویای جنوبی را به اندازه سایر قوای محور یا حتی بیشتر از آن دانستند. دولت بریتانیا نیز برای جلب نظر بلغارستان این پیمان را تأیید کرد که با توجه به موضع ضعف این کشور تأثیر به سزایی نداشت. تزار بوریس سوم در اقدامی عجیب، با وجود تأثیر بسیار اندک بریتانیا در پاسخ از این کشور نیز تشکر کرد که اعتراض آلمان را برانگیخت.
در ماه اکتبر ۱۹۳۹ شوروی با ارسال پیامی خواهان امضای پیمان دوستی و همکاری متقابل با بلغارستان شد. دولت بلغارستان با تأکید بر بی‌طرفی همه‌جانبه و با اشاره به عدم عقد چنین معاهداتی با هیچ کشور دیگری حتی آلمان، این درخواست را رد کرد. هدف دیگر بلغارستان از رد این درخواست ترغیب آلمان به همکاری بیشتر با این کشور جهت پس گرفتن اراضی سابق بود. با این حال بلغارستان همچنان نگران بود آلمان در توافق سری که با شوروی داشته‌است این کشور را در مقابل توسعه طلبی‌های شوروی در بالکان، تنها بگذارد. چهارم دسامبر سال ۱۹۳۹، هربرت ریشتوفن، سفیر آلمان در صوفیه در دیداری که با تزار بوریس سوم داشت, این نگرانی را بیجا خواند و تأکید کرد که شوروی در بالکان خواسته‌ای جز بسارابیا ندارد. با این وجود روابط بلغارستان به عنوان کشوری اسلاو و شوروی، به وجهی ارتقا یافت که یوگسلاوی در ماه ژانویه سال ۱۹۴۰ پیشبینی کرد بلغارستان به زودی در جانب شوروی قرار خواهد گرفت. بلغارستان با رد این ادعا، آن را تنها همکاری با یک همسایه قدرتمند خواند. شکست نسبی شوروی در جنگ با فنلاند باعث شد این فکر متزلزل شود و بلغارستان بیشتر به سمت آلمان هدایت شود.
در این شرایط حساس بلغارستان تلاش می‌کرد با حفظ موقعیت میانه موجب بدبین شدن غربی‌ها به خود و تیره شدن روابط با آن‌ها نشود زیرا تزار بوریس سوم نمی‌خواست بلغارستان را به کشوری منزوی تبدیل کند.

### کمونیست‌ها
پیمان عدم تجاوز بین شوروی و آلمان و حمله آن‌ها به لهستان در ۱۷ سپتامبر ۱۹۳۹، کمونیست‌های بلغارستان را نگران و به آن‌ها حس خیانت از جانب شوروی القا کرد. برخی اعضای حزب با توجیه اقدام شوروی آن را برنامه‌ای برای کشیده نشدن به جنگ با آلمان توسط بریتانیا و فرانسه و محافظت از جمعیت اسلاو شرق لهستان دانستند.
با ترور آرماند کالینسکو، نخست‌وزیر رومانی توسط عوامل تندرو فاشیست در ۲۲ سپتامبر سال ۱۹۳۹، ترس از اتفاقات مشابه باعث شد دولت بلغارستان فعالیت احزاب راست‌گرا را محدود کند و موقعیت آن‌ها را در هیئت وزیران و ارتش به خطر بیندازد. این امر موجب قدرت گرفتن و آزادی عمل بیشتر برای کمونیست‌ها شد. کمونیست‌ها برای از میدان به در کردن رقیبان دموکرات خود نیز آن‌ها را عوامل فرانسه و بریتانیا با هدف نقض بی‌طرفی بلغارستان و کشیدن این کشور به جنگ با آلمان در طرف غربی‌ها معرفی کردند. ارتقا موقعیت کمونیست‌ها در بلغارستان علاوه رفع سال‌ها ممنوعیت نشر بسیاری از کتب و فیلم‌های روسی، حتی دولت این کشور را بر آن داشت ۵۰۰ تن از افراد چپ‌گرا را که به جرم حضور در جنگ داخلی اسپانیا محکوم شده بودند، عفو کند و حق شهروندی را به آن‌ها بازگرداند.
ورق بخت کمونیست‌ها وقتی علیه آن‌ها بازگشت که دولت جهت کنترل اعتراض کارگران صنعت تنباکو برای افزایش ۳۰ درصدی دستمزد که به اعتصاب گسترده سراسری به رهبری کمونیست‌ها انجامید، با افزایش نسبی حقوق‌ها، همه عوامل اصلی تحریک به اعتصاب از جمله چند تن از اعضای بلندپایه حزب کمونیست‌ها را بازداشت کرد. این اتفاقات با آگاهی بخشیدن نسبت به ناآرامی‌ها و نارضایتی‌های اقتصادی، به دولت بلغارستان نشان داد نمی‌تواند به کمونیست‌ها اعتماد کند.
در ماه‌های بعد عناصر کمونیست با مخالفت با حضور آلمانی‌ها، تلاش زیادی برای متمایل کردن حاکمیت به سمت شوروی و امضای پیمان با آن کردند. در ماه سپتامبر ۱۹۴۰ حزب کمونیست با صدور بیانیه ای بحث‌برانگیز آلمانی‌ها را به ترویج احساسات ضد روسی در بالکان و دولت بلغارستان را به راه دادن ستون پنجم حامی آلمان به کشور متهم کرد.

### انتخابات مجلس ملی
اواخر ماه اکتبر ۱۹۳۹ تزار بوریس سوم با مشاهده ناآرامی‌های سیاسی از نخست‌وزیر کیوسکیایوانف خواست با بازسازی کابینه و انحلال مجلس برای انتخابات سراسری برنامه‌ریزی کند. با انجام اقدامات ویژه همچون وضع قوانین خاص در پذیرش نامزدها و عدم برگزاری همزمان انتخابات در حوزه‌های مختلف سعی شد نمایندگان حامی دولت به مجلس راه پیدا کنند. در نتیجه بسیاری از سیاستمداران سرشناس رقیب نتوانستند رای لازم را کسب کنند و تنها ۲۰ کرسی به مخالفان دولت رسید. تزار بوریس سوم پس از انتخابات با استعفای کیوسکیایوانف موافقت کرد و در ۱۵ فوریه بوگدان فیلوف، یک چهره خوشنام دانشگاهی را مأمور به تشکیل دولت نمود. هدف از انتخاب فیلوف که تجربه سیاسی اندکی داشت، تلطیف چهره نخست‌وزیری و کنترل هر چه بیشتر تزار بر اقدامات دولت بود. فیلوف که بیشتر دارای نظراتی به سمت آلمانی‌ها بود، پتر گابروفسکی، سیاستمدار دیگر حامی آلمانی‌ها را به مقام کلیدی وزارت کشور منصوب کرد.
با وجود نفوذ هر چه بیشتر سیاستمداران متمایل به آلمان در هیئت دولت، تزار در سخنرانی که در ۲۴ فوریه ۱۹۴۰ انجام داد، تأکید کرد هیچ تغییری در سیاست بی‌طرفی کشورش ایجاد نشده‌است.

## قدرتهای محوری (۱۹۴۴–۱۹۴۱)

### تردید در بی‌طرفی
شکست برق آسای متفقین غربی در مقابله با تهاجم آلمان نازی به فرانسه و کشورهای سفلی، بلغارستان را که خود را در موقعیتی مشابه بلژیک بی‌طرف می‌دید، به تردید انداخت و چهره متفقین را بیش از پیش مخدوش کرد. با وجود تأکید مجدد فیلوف در ۱۵ ژوئن ۱۹۴۰ بر بی‌طرفی بلغارستان، این کشور پیش از این شروع به تقویت روابط خود با آلمان کرده بود. به گشتاپو، پلیس مخفی آلمان نازی اجازه داده شده بود آزادانه تر در بلغارستان فعالیت کند و فعالیت‌های ضدیهودی افزایش پیدا کرده بود. کمک به سزای آلمان در مسئله دوبرویای جنوبی نیز تأثیر زیادی بر افزایش احساسات حامی آلمان در بلغارستان و روی برگردانی از شوروی (روسیه به عنوان ناجی این کشور از سلطه امپراتوری عثمانی) داشت.
در ماه‌های اکتبر و نوامبر سال ۱۹۴۰ همزمان با آغاز حمله ایتالیا به یونان، با بی خطر شمردن این اقدام، هیتلر و موسولینی از بلغارستان خواستند به پیمان سه‌جانبه (Tripartite Pact) بپیوندد اما تزار بوریس سوم با نوشتن نامه و سفر به برلین با تأکید مجدد بر سیاست بی‌طرفی و با اشاره به خطر ترکیه و شوروی و عدم آمادگی نظامی و اقتصادی کشورش با آن‌ها مخالفت کرد اما قول همکاری‌های غیررسمی را داد. یکی از بزرگترین دلایل رد این درخواست عدم تمایل بلغارستان به کشیده شدن در جنگ یونان و ایتالیا به خصوص با عملکرد مفتضحانه ایتالیا بود.

### فشارهای خارجی

#### شوروی
در پی این تحولات شوروی با احضار سفیر بلغارستان اعلام کرد حاضر است برای جلوگیری از آنچه دست نشانده شدن حکومت بلغارستان همانند رومانی خوانده شد، هر گونه کمک اقتصادی مورد نیاز از جمله نفت، غذا و کمک‌های مالی را انجام دهد و از ادعاهای ارضی بلغارستان حمایت نماید. اواخر ماه نوامبر نماینده وزارت خارجه شوروی با حضور در صوفیه و دیدار با فیلوف، مجدداً پیشنهاد همکاری دو جانبه ای که نخستین بار در اکتبر ۱۹۳۹ مطرح شده بود، را ارائه و اضافه کرد در صورت پذیرفته شدن آن، بلغارستان می‌تواند بدون هیچگونه اعتراضی از جانب شوروی به پیمان سه‌جانبه آلمان نیز پیوندد. گفته می‌شود برای تطمیع هر چه بیشتر بلغارستان حتی قول حمایت جهت دستیابی این کشور نه تنها به تراکیه یونان بلکه به سرزمین اروپایی ترکیه (به جز تنگه بسفر) نیز از طرف شوروی داده شد. همزمان کمونیست‌های بلغارستان با انتشار برگه‌هایی، مفاد پیشنهادهای شوروی را علنی کردند. دولت بلغارستان نسبت به درز محتوای مذاکرات معترض شد که این مسئله از جانب شوروی رد گردید. گفته می‌شود با انتشار این برگه‌ها، پیشنهادهای شوروی به شدت مورد اقبال عمومی قرار گرفت و صدها هزار نامه مبنی بر پذیرش آن به دفاتر دولتی ارسال گردید. حزب کمونیست آن را نوعی تأیید در همه‌پرسی تلقی کرد. برخی تحلیل گران غربی بر این باور بودند که شوروی انتظار پذیرش دولت بلغارستان را نداشته بلکه تنها با هدف رشد محبوبیت خود و گرفتن انحصار از آلمان در میانجیگری‌های ارضی دست به این عمل زد است. به این شکل پیش رفتن مسئله و آگاهی از سیاست شوروی دولت بلغارستان بیشتر از قبل از پذیرش آن دور شد.

#### بریتانیا
بریتانیا تلاش می‌کرد با پیشنهاد تضمین استقلال و یکپارچگی بلغارستان از ورود این کشور به اردوی آلمان جلوگیری کند. جورج ششم در اکتبر ۱۹۴۰ با نوشتن نامه دیگری به بوریس سوم بر پایبندی بریتانیا بر تعهدات پیشین خود تأکید و حتی اضافه کرد این کشور هیچگاه به شکل سفت و سختی سیاست حفظ شرایط فعلی (اشاره به اراضی بلغارستان در کنترل همسایگان) را دنبال ننموده‌است. به هر صورت بریتانیا جهت حفظ توازن، از همان ابتدا همسایگان بلغارستان را جهت تهدید این کشور به جنگ در صورت پیوستن آن به آلمان تحریک می‌کرد. با وجود این که امید چندانی به دخالت سایر کشورهای بالکان نمی‌رفت، ترکیه در ظاهر متحد بریتانیا به حساب می‌آمد. ارتش این کشور با وجود استفاده از ادوات قدیمی، به اندازه ای بزرگ بود که خطری جدی برای بلغارستان به‌شمار بیاید. هدف بریتانیا این بود که ترکیه را متقاعد کند که به بلغارستان اعلام دارد هر گونه تحرک آلمانی‌ها درون مرزهای بلغارستان برای حمله به یونان یا هر گونه اقدام خصمانه این کشور علیه یونان بلافاصله به جنگ با ترکیه خواهد انجامید.

#### ترکیه
سیاست ترکیه تا به آن زمان مبهم باقی مانده بود. اواخر نوامبر ۱۹۴۰ این کشور به بلغارستان اعلام کرد، در صورت عدم انجام اقدامات خصمانه، حاضر است با آن یک پیمان عدم تجاوز امضا کند. این پیشنهاد مورد اشتیاق آلمانی‌ها قرار گرفت زیرا می‌توانست یکی از جناح‌های حمله به یونان را حراست کند. اما سفیر ترکیه در صوفیه خاطر نشان کردن عبور نیروهای آلمانی از خاک بلغارستان نوعی نقض عهد به‌شمار خواهد رفت. دولت بلغارستان که پیشنهاد مشابه شوروی را رد کرده بود، تمایلی به امضای آن با ترکیه نداشت. تحرکات ماه دسامبر ارتش ترکیه در مرز مشترک و اقدام دولت بلغارستان در تغییر اسامی با ریشه ترکی نیز بر مذاکرات اثر منفی گذاشت. ماه فوریه ۱۹۴۱ ترکیه با رد ادعای آلمانی‌ها مبنی بر ناتوانی در دخالت نظامی، ورود هر قدرتی را به محدوده امنیتی خود نقض مرزهایش تلقی کرد. به هر روی حضور صدها هزار نظامی آلمانی در رومانی و مجارستان ادعای ترک‌ها را کم رنگ تر می‌کرد. نهایتاً به جای برگزیدن نوعی خودکشی ملی، ترکیه تصمیم گرفت که اگر نمی‌تواند بلغارستان را بی‌طرف نگاه دارد، لااقل بر بی‌طرف ماندن خود متمرکز شود. دست آخر پیشنهاد یک پیمان عدم تجاوز بر اساس پیمان مودت سال ۱۹۲۵ بین دو کشور، از طرف ترکیه ارائه گردید که با پذیرفته شدن از طرف بلغارستان منجر به امضای آن در ۱۷ فوریه ۱۹۴۱ شد. سفیر بریتانیا در صوفیه از این اقدام ابراز تاسف کرد.

#### ایالات متحده
ایالات متحده در حالیکه پیشبینی می‌شد به زودی وارد جنگ شود، جهت آرام نگاه داشتن شرایط در بالکان، ژانویه ۱۹۴۱ ویلیام داناوان، نماینده شخصی رئیس‌جمهور را برای دیدار با رهبران کشورهای منطقه از جمله بلغارستان ارسال کرد. این نماینده پس از دیدار بی‌نتیجه با وزیرخارجه، با فیلوف، نخست‌وزیر دیدار نمود که با توجه به بی میلی بلغارستان بدون حضور مترجم بسیار کوتاه و بی‌حاصل ماند. داناوان در ملاقات با تزار نیز نتوانست پاسخ قاطعی دربارهٔ هیچ موضوعی بگیرد. او با اشاره به همراهی ایالات متحده و بریتانیا، نسبت به عواقب همکاری با آلمان به بلغارستان هشدار داد. بوریس در پاسخ تأکید کرد کشورش همچنان خواهان جلوگیری از درگیری با سایر کشورها از جمله آلمان است. نهایتاً در پاسخ به این پرسش داناوان که «آیا آلمان همچنان پاسخی از بلغارستان دریافت نکرده و در صورتی که مجبور به راه دادن به آلمانی شود، در جنگ دخالت خواهد کرد یا نه؟» بوریس تنها به نگاه کردن در چشمان او و لبخند زدن اکتفا کرد. مدتی بعد سفیر ایالات متحده در بلغارستان به دولت خود اعلام کرد دولت بلغارستان تحت تأثیر این دیدار قرار گرفته و اگر جلوی عبور آلمانی‌ها را نگیرد دست کم با آن‌ها همکار نخواهد کرد. در هر حال تهدید نامشخص کشوری با فاصله بسیار دور نمی‌توانست فشار سنگین قدرت‌های محلی را که نیروهای خود را در مرز بلغارستان متمرکز کرده‌اند، جبران کند.

### امضای پیمان
پس از شکست ایتالیا در حمله به یونان، در جریان سفری که فیلوف در روزهای نخست سال ۱۹۴۱ به وین (اتریش ضمیمه شده به آلمان) داشت، مقامات آلمانی با اشاره به خطر گرفتار شدن بلغارستان به سرنوشت کشورهای بالتیک، بار دیگر از این کشور خواستند به پیمان سه‌جانبه بپیوندد و به نیروهای آلمانی اجازه دهد برای کمک به ایتالیا از طریق بلغارستان به یونان حمله کنند. در حالی که دولت بلغارستان تمایلی به شرکت در جنگ نداشت و همچنان بر دلایل سابق (خطر ترکیه و شوروی و ناکارآمدی و عدم آمادگی نظامی) تأکید می‌کرد، خطر تهاجم آلمان و قول دریافت سرزمین‌هایی از یونان حتی بدون درگیری مستقیم نظامی، باعث شد بلغارستان در اول مارس ۱۹۴۱ پیمان سه جانبه را در وین امضا کند و به قوای محور بپیوندد. با توجه به امضای پیمان عدم تجاوز بین اتحاد جماهیر شوروی و آلمان، مخالفت کمی با این تصمیم در بلغارستان پدید آمد و مجلس ملی نیز به سرعت آن را تصویب کرد.
البته پیش از این هزاران سرباز آلمانی جهت آماده‌سازی‌های لازم برای حمله به یونان در بلغارستان حاضر بودند. دولت بلغارستان در ابتدا این مسئله را به خصوص برای عدم تحریک شوروی انکار می‌کرد. پس از علنی شدن حضور سربازان آلمانی در بلغارستان برخی مدعی شدند دولت شوروی پیش از این از مسئله آگاه بوده اما شوروی با رد آن، وجود هرگونه مذاکره در این رابطه را منکر شد.

### واکنش‌های خارجی
شوروی با ارسال چندین پیام به آلمان با اشاره به قرار گرفتن بلغارستان در محدوده امنیتی خود، ضمن اعتراض به عدم مشارکت مذاکرات، ابراز داشت در صورت بروز درگیری از طریق دخالت‌های خارجی (مشخصا ترکیه و بریتانیا) برای حفظ امنیت خود بی تفاوتت نخواهد ماند. وزیر خارجه آلمان در پاسخ مدعی شد آلمان هیچ قصدی برای نقض امنیت شوروی ندارد و عبور نیروهای آلمانی از بلغارستان نیز آن را به خطر نمی‌اندازد. گفته می‌شود شوروی این اطمینان را به دولت بلغارستان داد در صورتی که این اجازه را به آلمانی‌ها ندهد، در مقابل آن‌ها از بلغارستان دفاع خواهد کرد و اگر این حق به نازی‌ها اعطا گردد در صورت بروز هر مشکلی شوروی از بلغارستان حمایت نخواهد کرد و حتی تهدید نمود در این صورت بلغارستان و شوروی وارد جنگ خواهند شد.
فیلوف، نخست‌وزیر بلغارستان دلیل کشورش از پیوستن به قوای محور را نه تنها کمک آن‌ها در باز پس‌گیری دوبرویای جنوبی، بلکه حفظ صلحی عادلانه و دائمی و تضمین امکان توسعه و رفاه در این کشور دانست. او بر بی تأثیر بودن این اقدام در روابط دوستانه بلغارستان و شوروی و ترکیه نیز تأکید کرد.
بلافاصله پس از پیوستن بلغارستان به قوای محور حمله به منافع کشورهای غربی به خصوص بریتانیا آغاز شد. دقیقاً در روز امضای معاهده سفارت بریتانیا تعطیل شد و پلیس صوفیه اعلام کرد بمبی در شبکه آبرسانی این شهر کشف کرده که به بریتانیایی‌ها مرتبط بوده‌است. چندین تن به بهانه عضویت در سازمان اطلاعاتی بریتانیا دستگیر شدند. دولت بلغارستان روابط دیپلماتیک خود با دولت‌های در تبعید بلژیک، هلند و لهستان را قطع کرد اما از استرداد نمایندگان آن‌ها به آلمان امتناع ورزید. در پاسخ به این اقدامات دولت بریتانیا ۵ مارس ۱۹۴۱ رسماً روابط خود با بلغارستان را قطع کرد. وقتی سفیر بریتانیا عواقب ناگوار این اقدام بلغارستان را یادآوری کرد و از او خواست نتایج آن را به یادداشته باشد تا در آینده مسئولیت آن را بپذیرد فیلوف اعلام کرد بلغارستان نیازی به توصیه‌های بریتانیا برای حفظ استقلال خود ندارد. تزار نیز وقتی اعتراضات مشابهی را از سفیر بریتانیا شنید، بلغارستان را قربانی موقعیت جغرافیایی خود دانست و خاطر نشان کرد تاسفی از قطع روابط با بریتانیا نمی‌خورد. ۱۱ مارس کارکنان سفارت بریتانیا در بلغارستان وارد استانبول در ترکیه شدند. هنگامی که این افراد با وسایل خود در لابی هتلی حضور داشتند، بمب‌های کارگزاری شده در دو چمدان منفجر شد که به مرگ دو دیپلمات بریتانیایی و یک پلیس ترک انجامید. هفت دیپلمات و یک ترک دیگر نیز زخمی شدند. گفته می‌شود دو بمب منفجر شده و یک بمب دیگر عمل نکرده، توسط مأموران آلمانی یا بلغارستانی در چمدان‌ها در ایستگاه راه‌آهن صوفیه قرار داده شده بود. برخی نیز سرویس اطلاعاتی خود بریتانیا را مسئول این حادثه دانستند.

### یوگسلاوی

#### پیوستن یوگسلاوی به پیمان
۲۵ مارس یوگسلاوی تحت فشار آلمان مجبور به امضای پیمان سه‌جانبه شد. دولت یوگسلاوی تحت حاکمیت نایب السلطنه پل با وجود مخالفت اولیه، برای پیوستن به این پیمان چهار شرط قرار داده بود که ظاهراً توسط آلمانی‌ها مورد موافقت واقع گردید:
1. تضمین یک پارچگی ارضی یوگسلاوی
2. عدم عبور نیروهای آلمانی از خاک یوگسلاوی
3. عدم مشارکت فعالانه در جنگ
4. دسترسی به دریای اژه از طریق سالونیک

بلغارستان که از ادعای یوگسلاوی بر اراضی خود و برهم خوردن ثبات در بالکان واهمه داشت، با وجود چشم داشتن به سالونیک، از طرفداران این تصمیم بود. دولت بلغارستان پیش از این با احضار سفیر یوگسلاوی، به این کشور توصیه کرده بود این پیمان را امضا کند.

#### کودتا در یوگسلاوی
با امضای این پیمان اعتراضات و آشوب‌های گستره بسیاری از شهرهای یوگسلاوی مخصوصاً صربستان را فرا گرفت و بسیاری از نیروهای نظامی شروع به نافرمانی کردند. ۲۷ مارس، تنها دو روز پس از امضای پیمان، کودتای موفق نظامیان به رهبری ژنرال دوشان سیمویچ، فرمانده نیروی هوایی و ژنرال بورا میرکویچ، حاکمیت شاهزاده پل را سرنگون کرد. پل از مقام خود عزل و به تبعید فرستاده شد و پتر هفده ساله با حذف نایب السلطنه به سلطنت رسید. کودتا از جانب بسیاری با راهپیمایی‌های خیابانی مورد حمایت قرار گرفت. این افراد با حمل پرچم متفقین شعارهای ضد آلمانی سر می‌دادند. با این حال که سیمویچ به عنوان نخست‌وزیر جدید از محکوم کردن پیمان سه‌جانبه خودداری می‌کرد اما هیتلر با عصبانیت از این کودتا طرح حمله به این کشور را آماده کرد.

### حمله به یوگسلاوی و یونان
در ۶ آوریل ۱۹۴۱، با وجود پیوستن رسمی به قوای محور، دولت بلغارستان در حمله به یوگسلاوی و یونان (موسوم به عملیات ماریتا) مشارکت نکرد. با توجه به استفاده از خاک بلغارستان و غافلگیر شدن، یوگسلاوی در ۱۷ آوریل و یونان در ۳۰ آوریل تسلیم مهاجمان شد.

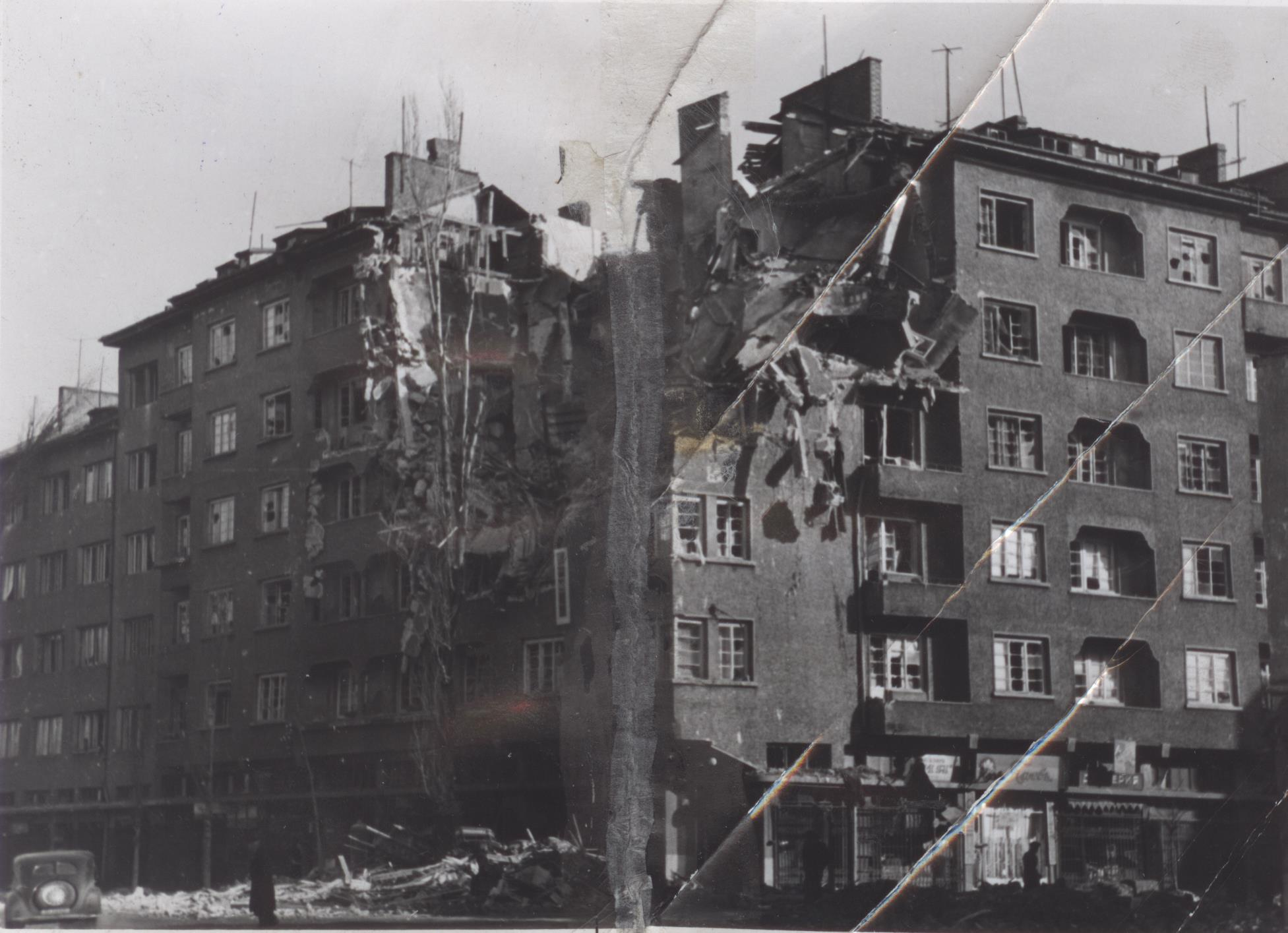
خرابی در صوفیه، پایتخت در نتیجه بمباران‌های بریتانیا و ایالات متحده در بلغارستان

با وجود عدم دخالت نظامی مستقیم بلغارستان، در روز اول حمله شش بمب افکن ولینگتون بریتانیایی اهدافی را در صوفیه و تعداد دیگری بمب افکن بلنهیم راه‌آهن صوفیه به یونان را مورد هدف قرار دادند. ۱۳ آوریل حمله شبانه بمب افکن‌های بریتانیایی به صوفیه تعدادی از ساختمان‌های اطراف ایستگاه اصلی راه‌آهن را به آتش کشید و یک قطار حامل مهمات را منهدم کرد. این بمباران‌ها در کنار خسارات مادی تأثیر روانی بالایی در بلغارستان بر جای گذاشت. دولت برای آرام کردن شرایط تنها به شکل مختصری از این حملات در رسانه‌ها اطلاع‌رسانی می‌کرد که همین کار خود موجب افزایش نگرانی‌ها و پیچیدن شایعه تخریب کامل صوفیه شد. با توجه به دقت بالای این بمباران‌ها بلغارستانی‌ها و آلمانی‌ها به این نتیجه رسیدند که بریتانیایی‌ها داخل بلغارستان عواملی دارند که محل دقیق انبارها و چگونگی جا به جایی نیروها را به آن‌ها اطلاع می‌دهد. برای مقابله با این امر افراد زیادی با کوچک‌ترین ظن جاسوسی، خرابکاری یا رابطه با کشورهای دشمن بازداشت شدند. رهبران سیاسیی متمایل به غرب تحت نظر قرار گرفتند و منازلشان بازرسی شد. فشاری در این قضایا به کمونیست‌ها وارد نشد و حتی بسیاری از رهبران آن‌ها که سال‌های گذشته زندانی شده بودند، آزاد شدند.
۱۵ آوریل ۱۹۴۱ در پی این که نیروهای یوگسلاوی از روزهای اول تهاجم مناطق مرزی بلغارستان را که توسط آلمانی‌ها مورد استفاده قرار گرفته بود، مورد حمله قرار دادند و نیروی هوایی آن شهرهای بلغارستان ظاهراً بی‌طرف را بمباران کردند، دولت بلغارستان رسماً روابط دیپلماتیک خود را با یوگسلاوی قطع کرد. دولت بلغارستان همچنین کارکنان سفارت یوگسلاوی را عناصر خرابکار نامید.

#### تصرف سرزمین‌ها

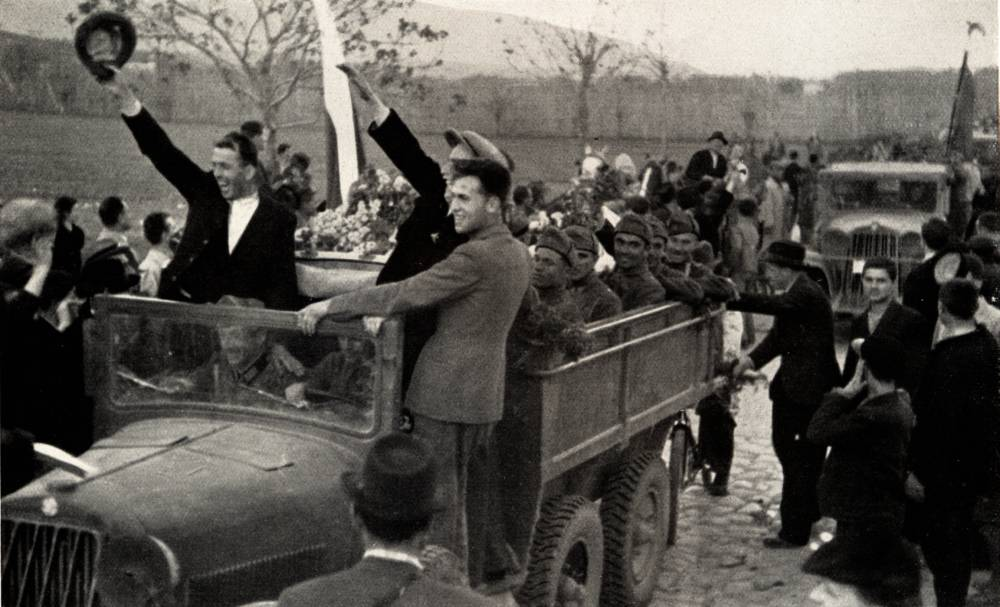
ورود نیروهای بلغارستانی به یوگسلاوی جنوبی (مقدونیه، آوریل ۱۹۴۱)

نیروهای بلغارستانی پس از فروپاشی یوگسلاوی در ۱۹ آوریل با نقض پیمان مودت وارد این کشور شده و اسکوپیه را اشغال کردند. یونان پس از این اقدام روابط خود با بلغارستان را قطع کرد.
تزار بلغارستان پیش از آن در ۱۸ آوریل در وین با هیتلر جهت بحث پیرامون حدود حاکمیت بلغارستان در مقدونیه دیدار کرده بود. در این دیدار بوریس سوم از هیتلر بابت کمک بزرگ آلمان متحد تشکر نمود. بلغارستان برای قدردانی از آلمان دست به اقدامات دیگری از جمله اهدای کمک به سربازان آلمانی که در این تهاجم زخم برداشته بودند، زد. این موفقیت احساسات حامی آلمان در بلغارستان را بار دیگر افزایش داد به وجهی که رهبران مخالف نیز آن را دستیابی به مقاصد ملی و برای مردم با هر عقیده خوشحال‌کننده توصیف نمودند.

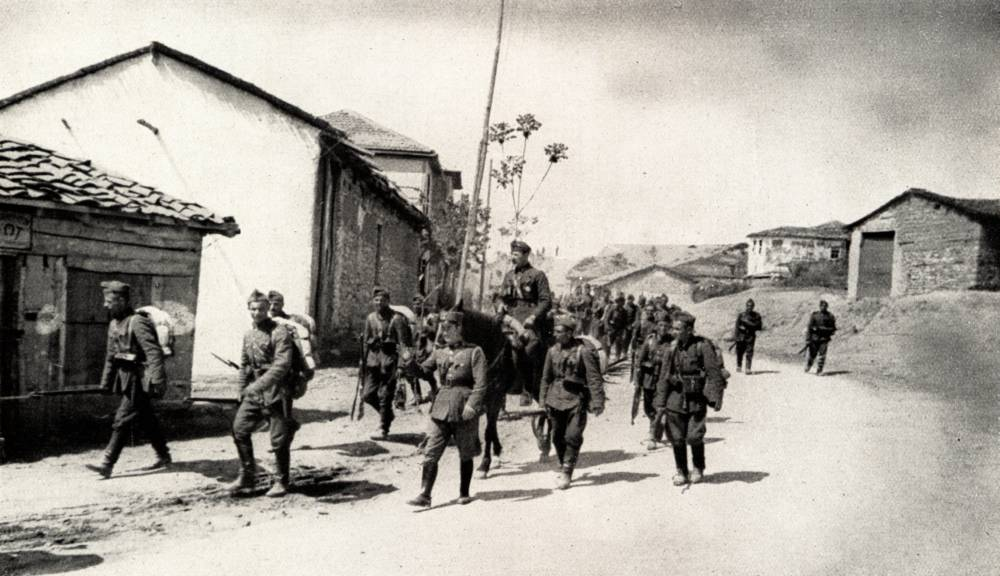
ورود سربازان بلغارستانی به روستایی در شمال یونان (آوریل ۱۹۴۱)

بلغارستان بیشتر مقدونیه یوگسلاوی، پوموراولیه، مقدونیه شرقی و تراکیه غربی که قبلاً توسط نیروهای آلمانی تصرف شده بود، به اشغال خود درآورد. بلغارستان سرزمین‌های بین رود استروما و خط واصل الکساندروپولیس و اسویلنگراد غرب ماریتسا را به تصاحب کرده بود. مناطق اشغالی شامل شهرهای الکساندروپولیس (Дедеагач، Dedeagach)، کموتینی (Гюмюрджина، Gyumyurdzhina)، سرس (Сяр، Syar)، زانتی (Ксанти)، دراما (Драма)، کاوالا (Кавала)، جزایر تاسوس و ساموتراس و همچنین تقریباً همه آنچه که امروزه جمهوری مقدونیه شمالی خوانده می‌شود و بیشتر جنوب شرقی صربستان می‌شد.
یوگسلاوی که مدعی بود در تهاجم به این کشور سربازان بلغارستانی نیز در کنار سربازان آلمانی حضور دارند، از ترکیه خواست با پایبندی به پیمان اتحاد بالکان علیه بلغارستان دست به اقدام بزند. ترکیه با اذعان به این که از جانب بلغارستان اطمینان یافته نیروهای این کشور در اقدامات آلمانی‌ها مشارکتی نداشته‌اند، قول داد در صورت تغییر شرایط دست به اقدام‌های لازم را بکند.
با وجود عدم مشارکت نظامی بلغارستان در این موضوع، دولت این کشور اهالی طرفدار بلغارستان را در یوگسلاوی (مخصوصا در مقدونیه) علیه دولت این کشور تحریک می‌کرد. کمیته ای در اسکوپیه مقدونیه یوگسلاوی تشکیل شد که خواهان اتحاد با بلغارستان بود. این کمته همچنین سعی می‌کرد عناصر استقلال را کنار بزند یا نظر آن‌ها را جلب کند.
با وجود این که جمعیت بلغار اراضی تازه به کنترل درآمده از نیروهای بلغارستانی به عنوان ناجی استقبال کردند اما دولت بلغارستان در سرزمین‌های یونانی سیاست بلغاری کردن را دنبال نمود که منجر به کوچاندن گسترده جمعیت یونانی به ویژه پس از سرکوب شدید قیام مردم دراما در سپتامبر ۱۹۴۱ شد.
در بهار سال ۱۹۴۳، دولت بلغارستان پس از اعتراضات به رهبری کلیسای ارتدکس و نماینده مجلس دیمیتار پشف، از انتقال ۵۰ هزاریهودی بلغارستانی گردآمده به اردوگاه‌های کار اجباری نازی‌ها جلوگیری کرد. با این حال پیش از این با محرومیت از حقوق اجتماعی از جمله امکان ازدواج با غیر یهودیان، از آن‌ها سلب شهروندی شده بود و پس از آن با اخراج یهودی‌ها از شهرهای بزرگ و مصادره اموال باقی مانده آن‌ها، به آلمانی‌ها اجازه داده شد با همکاری خود بلغارستانی هابیشتر یهودیان مقدونیه یونان و مقدونیه شمالی (قریب به ۱۱ هزار نفر) را گرد آورده آنها را به اردوگاه کار اجباری در لهستاناعزام کنند. این یهودیان غالباً تا پایان جنگ در اسارت گاه‌های خود کشته شدند.

### حمله به شوروی

#### واکنش داخلی
آغاز جنگ بین آلمان نازی و شوروی (عملیات بارباروسا) شوک بزرگی وارد دولت و مردم بلغارستان کرد زیرا این کشور با هر دو طرف این درگیری روابط حسنه داشت. دولت بلغارستان واکنش متعادلی به این مسئله نشان داد و با تأکید بر عدم لزوم صورت گرفتن اقدام خاصی تنها برخی از سیاست مداران کمونیست را در حبس خانگی قرار داد.
با دستیابی آلمان به پیروزی‌های خیره کننده اولیه و به اسارت گرفته شدن صدها هزار اسیر، عناصر داخلی با گزارش موفقیت‌های بزرگ آلمان در شوروی پیروزی نهایی را قریب‌الوقوع (کمتر از یک ماه) دانسته پیشنهاد می‌کردند بلغارستان برای بردن نصیب بیشتر از این پیروزی، در آن مشارکت کند. اما این تصورات خوشبینانه تأثیر اندکی بر سیاست‌های دولت داشت.

#### انتظارات اولیه آلمان
آلمان که در ابتدا می‌پنداشت جنگ با شوروی تنها چند ماه به طول بینجامد، هرچند می‌دانست که موافقت نخواهد شد، از بلغارستان برای دخالت در این درگیری تقاضایی نکرد. از طرفی آلمانی‌ها نمی‌خواستند با پیوستن بلغارستان به جنگ مسئله پیچیده‌تر و جبهه گسترده‌تر شود. به هر حال با توجه به رسیدن دولت بلغارستان به تمامی خواسته‌های ارضی خود، آلمان نمی‌خواست نفوذ خود را در این کشور از دست بدهد. به همین جهت میزان سهم بلغارستان از پیروزی منوط به مقدار حمایت از آلمان و تثبیت دائمی مرزها وابسته به تحقق کامل صلح شد. از همین رو تزار بوریس سوم با نگرانی از اقدام آلمانی‌ها در سرنگونی حاکمیت او و قرار دادن یک دولت دست نشانده فاشیست (همچون رومانی)، سعی داشت شرایط را تحت کنترل داشته باشد.

#### رابطه با شوروی و کمونیست‌ها
در شب ۲۳ ژوئیه سه شهر بلغارستان توسط هواپیماهای ناشناس که تصور می‌شد روسی باشند، مورد هدف قرار گرفت. بلغارستان اعتراض شدیدی به دولت شوروی ارسال کرد اما شوروی با رد این اتهام آن را مطابق واقعیت ندانست و حضور هواپیمای شوروی را در منطقه انکار کرد. شوروی حتی آلمانی‌ها را عامل این اقدام معرفی کرد. وقتی حادثه مشابهی در شب ۱۱ اوت تکرار شد، بلغارستان با ارسال اعتراض شدید دیگری به شوروی، اظهار کرد شاید این حمله کار خلبانان صرب یا یونانی بوده باشد. شوروی مجدداً با رد این اتهام، حملات را تحریکات آلمان تلقی نمود. در دهم سپتامبر شوروی با صدور یک بیانیه کلی دخالت در امور داخلی بلغارستان را رد کرد.
عناصر کمونیست مخصوصاً کمونیست‌های بلغارستانی که در شوروی در تبعید به سر می‌بردند، به کمک زیردریایی یا چتر جهت سازماندهی «جنبش مقاومت» چندین مرتبه اقدام به ورود به بلغارستان کردند. اکثر این افراد بلافاصله پس از گام گذاشتن در خاک این کشور دستگیر یا چند روز بعد به دام نیروهای امنیتی بلغارستان افتادند. با این وجود که شوروی می‌پنداشت این افراد از جانب مردم مورد حمایت واقع شوند اما عدم همکاری مردم و هوشیاری نیروهای امنیتی باعث شکست آن شد. این مسئله باعث تیرگی هر چه بیشتر روابط بلغارستان و شوروی گردید.
دولت بلغارستان پس از امضای پیمان سه‌جانبه بار دیگر، این بار با شدت بیشتر جنبش‌های کمونیستی را مورد سرکوب قرار داد. صدها چهره تأثیر گذار کمونیست در فاصله بین امضای پیمان و آغاز عملیات بارباروسا بازداشت شدند. سایر رهبران کمونیست نیز بلافاصله پس از آغاز جنگ آلمان و شوروی گرفتار نیروهای امنیتی گردیدند. ۲۴۴ تن از ۲۹۱ چهره سرشناس کمونیست در بلغارستان تنها در دو هفته اول جنگ بازداشت شدند. یکی از دلایل ضربه شدیدی که به حزب کمونیست وارد شد، عدم آمادگی آن برای این جنگ و نداشتن برنامه جهت ادامه فعالیت به صورت زیر زمینی بود که اقدامات مؤثر پلیس بلغارستان نیز آن را شدت بخشید.
با وجود همه این مسائل بلغارستان به عنوان تنها متحد آلمان، همچنان با شوروی روابط دیپلماتیک داشت و پس از خروج نمایندگان آلمان نقش حافظ منافع این کشور در شوروی را بر عهده گرفت. آلمان از این مسئله رضایت زیادی نداشت. به نظر آن‌ها کنسولگری‌های شوروی در بلغارستان با توجه به نفوذ بالای آن، به مرکز جاسوسی و تبلیغات تبدیل شده بودند. هیلتر با وجود میل آلمانی‌ها به بسته شدن آن‌ها، نمی‌خواست برای تزار مشکل آفرینی کند. در پرسشی که ریبنتروپ، وزیرخارجه نازی از بکرل، سفیر آلمان در بلغارستان مبنی بر برقراری یا قطع روابط این کشور و شوروی پرسیده شد، سفیر اعلام کرد در دیداری که با فیلوف داشته، نخست‌وزیر، بلغارستان را مشتاق قطع رابطه معرفی کرده اما آن را به اندازه توافق دو جانبه برای قطع روابط مؤثر ندانسته‌است.
هر گاه آلمانی‌ها از حضور شوروی شکایت می‌کردند، تزار بر قدرت و توانمندی پلیس و نیروهای امنیتی کشورش در زیر نظر گرفتن و کنترل شرایط تأکید می‌کرد. شوروی نیز از طرف دیگر از این نظارت شکایت داشت و دولت بلغارستان را به انجام هر کاری جهت آزار رساندن و منزوی نمودن نمایندگان این کشور متهم می‌کرد. همه اعضای هیئت نمایندگان شوروی به شکل علنی تحت تعقیب پلیس قرار می‌گرفت و همه کسانی که وارد سفارت این کشور می‌شدند مورد بازجویی یا گاهی بازداشت واقع می‌شدند. نظارت دولت بلغارستان به اندازه ای افزایش پیدا کرد که علاوه بر دیپلمات‌های شوروی، مهاجران روس نیز مورد تعقیب قرار می‌گرفتند. با این وجود آلمان همچنان متقاعد نشده و معتقد بود بلغارستان اگر نمی‌تواند سفارت خانه شوروی در صوفیه را ببندد، دست کم می‌تواند کنسولگری آن را در وارنا تعطیل کند. اگر این اقدام نیز میسر نیست (درحالیکه در آن زمان بیش از یک سال باز نبوده‌است)، می‌تواند آنتن رادیویی بام آن را بردارد. این درخواست نیز با وجود ممنوعیت به‌کارگیری این تجهیزات در بلغارستان، به نتیجه ای نرسید.
۷ سپتامبر ۱۹۴۱ بر خلاف قواعد دیپلماتیک کنسول شوروی مورد تهاجم فیزیکی قرار گرفت و به جان دستیار فرستاده نظامی این کشور نیز سو قصد شد. به شکل قابل پیشبینی دولت بلغارستان دست داشتن در این اقدامات را رد کرد. ۱۰ سپتامبر مولوتف، وزیر خارجه شوروی با ارسال پیامی ضمن محکوم کردن رفتار دولت بلغارستان، آن را مخالف شیوه کنش بین دو کشور غیر متخاصم دانست که به نقطه غیرقابل تصوری رسیده‌است. او همچنین این اتهام را ایراد کرد که بر اساس مدارک غیرقابل انکاری که دولت شوروی در اختیار دارد، بلغارستان در حال تبدیل شدن به پایگاهی برای آلمان و متحدانش جهت حمله به شوروی است. سفیر بلغارستان در مسکو با رد این اتهامات، از عذرخواهی اجتناب کرد. روابط دو کشور یک بار دیگر به اندازه ای تیره شد که اگر اهمیت بلغارستان به عنوان یک مرکز اطلاعاتی وجود نداشت، شوروی احتمالاً روابط خود با آن را قطع می‌کرد.
با این حال با وجود عدم اعلان رسمی جنگ از سوی هر دو طرف، نیروی دریایی بلغارستان با ناوگان دریای سیاه شوروی که به کشتی‌های بلغارستانی حمله می‌کردند چندین نوبت درگیر شد.

#### فشار و برنامه آلمان
پس از آن که جنگ با شوروی به گونه غیرمنتظره و نامطلوبی برای آلمان پیش رفت، هیلتر شروع به درخواست نوعی از مشارکت بلغارستان در آن شد. پیشنهاد ارسال لژیون داوطلبان از بلغارستان مانند نمونه اسپانیایی یا جای گرفتن در تشکیلات اس اس ارائه گردید. این پیشنهاد توسط دولت بلغارستان رد شد. این مخالفت دو دلیل عمده داشت. اول این که می‌توانست منجر به آغاز جنگ تمام عیار با شوروی شود و دوم این که امکان قدرت گرفتن فاشیست‌های تندرو و سلطه آن‌ها بر این لژیون را فراهم می‌آورد که احتمال به‌کارگیری برای مقاصدی جز جنگ با شوروی را ایجاد می‌کرد. در عوض دولت بلغارستان با ارسال یک واحد پزشکی تحت رهبری بلغارستان به جبهه شرقی موافق نمود. این واحد می‌توانست به نیروهای آلمانی و احتمالاً اسرای شوروی که نیازمند اقدامات پزشکی هستند، کمک رسانی کند. راهبرد بلغارستان در این موضوع همراه نگاه داشتن آلمان با خود با ارائه کمک‌های نسبتاً بی‌اهمیت بود.

##### مسئله ترکیه
ترکیه مشکل جدی برای بلغارستان به حساب می‌آمد اما دلیل خوبی نیز برای فرستاده نشدن سربازان بلغارستانی به جنگ با شوروی بود. پیمان عدم تجاوز فوریه ۱۹۴۱ خطر تهاجم ترکیه را از بین برد اما همچنان حس بدبینی و شک بین دو کشور باقی مانده بود. برخی در فرماندهی عالی ارتش بلغارستان خواهان یک حمله پیش دستانه به ترکیه بودند. ژنرال نیکولای میهوف، فرمانده ارتش اول بلغارستان که بعداً به مقام نیابت سلطنت نیز رسید، معتقد بود که ترکیه کاملاً در جانب دشمنان بلغارستان قرار دارد و به بی‌طرفی خود پایبند نخواهد ماند. عده دیگری از افسران بلندپایه طرح عملیات حمله به ترکیه را در بهار ۱۹۴۲ مورد بحث قرار دادند.
ترکیه تنها چهار روز پیش از آغاز عملیات بارباروسا، در ۱۸ ژوئن ۱۹۴۱ یک پیمان دوستی با آلمان امضا کرد. برخی معتقدند ترکیه از پیش از آغاز عملیات بارباروسا اطلاع داشته و امیدوار به دستیابی به برخی اراضی شوروی بوده‌است. اوایل اوت ۱۹۴۱ دولت ترکیه به سفیر آلمان اعلام کرد، با در نظر گرفتن پیروزی آلمان، این کشور به سرزمین‌های ترک نشین در مرز خود با شوروی به خصوص آذربایجان علاقه‌مند است. به هر حال ترکیه هیچ تمایلی به ورود مستقیم به جنگ نداشت به گونه ای که بلافاصله پس از آغاز جنگ آلمان و شوروی اعلام بی‌طرفی کرد و آلمان نیز از این سیاست ترکیه رضایتمند بود. با وجود تمایل آلمان بر این موضوع، ترکیه دروازه دسترسی نازی‌ها به خاورمیانه و راه گسترش نفوذ آن‌ها در جهان عرب بود. در ماه مه ۱۹۴۱ وقتی رشید علی قدرت را در عراق به دست گرفت و از آلمان درخواست کمک فوری کرد، آلمان که ترکیه را مسیر انتقال نفرات و ادوات می‌دید شروع به مذاکره با این کشور برای توافقی مخفیانه جهت دریافت اجازه عبور کرد. آلمان قوانین بین‌المللی را به گونه ای تفسیر می‌کرد که یک کشور بی‌طرف می‌تواند اجازه انتقال تدارکات را بدهد و انتظار داشت ترکیه اعتراضی به همراهی تعداد مشخصی از سربازان با قطار حامل این تدارکات نداشته باشد. در عوض قول چندین جزیره یونانی در دریای اژه و برخی اصلاحات مرزی در ادیرنه (به ضرر بلغارستان) به آن‌ها داده شد.
سقوط رژیم حامی نازی‌ها در عراق و شکست فرانسه ویشی در سوریه کمک رسانی آلمانی‌ها را بی‌معنی و لزوم طرح برنامه دیگری را ایجاد کرد. در این برنامه دخالت مستقیم نظامی آلمان پیشبینی شده بود. فرمان شماره ۳۲ پیشوا برای دوره بعد از عملیات بارباروسا، به لزوم طرح‌ریزی جهت حمله از بلغارستان از طریق ترکیه از جانب شرقی با هدف مواضع بریتانیایی‌ها در کانال سوئز، اشاره کرده بود. به همین جهت اقدام‌های لازم جهت جمع‌آوری نیروی کافی در بلغارستان جهت متقاعد کردن سیاسی یا مجبور کردن ترکیه باید صورت می‌گرفت. این فرمان شایعات حمله به ترکیه در بهار ۱۹۴۲ را تقویت کرد اما حوادث جبهه شرقی آن را مدت نامعلومی به تعویق انداخت. موضوع حمله به ترکیه کنار گذاشته نشد بلکه به شکل حمله از طریق آن به قفقاز برای دور زدن شوروی تغییر کرد.

### حمله به پرل هاربر و نتایج آن
با وجود عضویت در قوای محور، بلغارستان در ابتدا تلاش می‌کرد رابطه خوبی با ایالات متحده داشته باشد. پوپوف، وزیر خارجه بلغارستان این اطمینان خاطر را به سفیر ایالات متحده داد که با در صورت وقوع هر اتفاقی تزار و دولت بلغارستان به شدت خواهان حفظ روابط حسنه با ایالات متحده هستند.
برخی جراید در بلغارستان اما این نظرات را نشر نمی‌دادند و به چاپ مقالاتی علیه ایالات متحده می‌پرداختند. بلغارستانی‌ها با بی‌توجهی به اعتراضات ایالات متحده، خود معترض چاپ اخبار آمادگی این کشور برای حمله به شوروی می‌شدند. ۲۲ نوامبر پیمان سه‌جانبه به شکل پنهانی جهت همکاری آلمان و بلغارستان در مسائل رسانه ای و تبلیغاتی اصلاح شد.

#### اعلان جنگ به ایالات متحده
حمله ۷ دسامبر ۱۹۴۱ ژاپن به ناوگان دریایی ایالات متحده در پرل هاربر نگرانی اندکی در بلغارستان ایجاد کرد. وقتی ایتالیا و آلمان که ایالات متحده را آغازگر جنگ می‌دانستند، در طرف ژاپن، متحد قوای محور خود، به این کشور اعلان جنگ کردند، دولت بلغارستان خود را ملزم به گرفتن تصمیمی مناسب می‌دید. آن‌ها ایالات متحده را کشوری بسیار دور و بریتانیا را شکست خورده می‌پنداشتند. به همین جهت اعلان جنگ به این کشورها را راهی مناسب برای خشنود کردن آلمان و به دور از دردسر و مشکل آفرینی می‌دانستند. نخست‌وزیر، فیلوف، ۱۳ دسامبر با حضور در مجلس ملی اعلام کرد بلغارستان با اعلان جنگ باید به تعهدات خود در پیمان سه‌جانبه عمل کند. او بعدها گفته بود تحت فشار آلمان امکان امتناع از این عمل وجود نداشته‌است. گفته می‌شود پیش از اعلام این موضوع، سفیر آلمان در یک روز سه بار با تزار دیدار کرده بود. رومانی و مجارستان پیش از این به ایالات متحده اعلان جنگ کرده بودند، به همین جهت از بلغارستان خواسته شد برای نشان دادن همبستگی به سایر اعضای قوای محور اقدام مشابهی بکند.
بسیاری در بلغارستان این اقدام را بی خطر می‌پنداشتند اما بسیاری دیگر این سؤال را مطرح می‌کردند که بلغارستان چرا و به چه دلیل باید وارد جنگی بشود بدون این که مورد حمله قرار گرفته باشد. برخی عناصر تندرو با اطلاع از این خبر سفارتخانه‌های ایالات متحده و شوروی را مورد حمله قرار دادند. پوپوف بعدها اعتراف کرد این افراد بابت این کار از دولت مزد دریافت کرده بودند. تزار با عصبانیت از این موضوع جهت جلوگیری از بدنامی بلغارستان دستور به ترمیم خرابی‌ها داد.
روزنامه‌های بلغارستانی با بزرگنمایی، از اقدامات ژاپن علیه کشورهای غربی که با عنوان «آزادسازی آسیا از نفوذ آنگلوساکسون‌ها که به منافع و توسعه آن ضرر وارد می‌کند» انجام می‌گرفت، تجلیل کردند.
ایالات متحده رفتار تحقیر آمیزی به این اعلام جنگ نشان داد. روزولت، رئیس‌جمهور این کشور در نامه ای به هال، وزیر خارجه ابراز داشت که «ایالات متحده نباید توجهی به هیچ‌یک از این اعلان جنگ‌ها توسط دولت‌های دست نشانده بکند.» او همچنین از رهبران کنگره خواست با در نظر گرفتن این سیاست پیگیر اعلان جنگ متقابل نباشند. هال، وزیر خارجه نیز اعلام کرد دولت ایالات متحده معتقد است این دولت‌ها دست نشانده هیتلر هستند و «تنها با کشیده شدن طناب از جای خود می‌جهند.»
سال ۱۹۴۱ شاهد تغییر بزرگی در رابطه بین آلمان و بلغارستان بود. پیش از آن بلغارستان تحت نفوذ و حامی آلمان بود اما هیچ مسئله ای ایجاد نشده بود که آلمان علی رقم میل این کشور، بلغارستان را مجبور به گرفتن تصمیمی کند. برای مثال در موضوع تسلیح مجدد یا مسئله دوبرویا آلمان از بلغارستان حمایت کرد اما در عوض خواستار چیزی نشد. در سال ۱۹۴۱ آلمان فشار قابل توجهی بر دولت بلغارستان وارد کرد تا نخست پیمان سه‌جانبه را امضا کند و سپس به ایالات متحده و بریتانیا اعلان جنگ نماید. با این وجود در هیچ‌یک از این تصمیمات دولت بلغارستان خطر جدی برای خود متصور نبود و جلب خشنودی آلمان را نیز مد نظر داشت. البته با این وجود دولت بلغارستان توانسته بود از قطع رابطه با شوروی، ورود در جنگ با آن در جبهه شرقی و ارسال یهودیان به اردوگاه‌ها جلوگیری کند. این گونه رفتارهای دولت بلغارستان وفاداری و دوستی آن را به آلمان اثبات و به شکل خارق‌العاده ای از بدبینی آن جلوگیری کرده بود.
سال ۱۹۴۲ نخستین سالی بود که بلغارستان در حالت رسمی جنگ آغاز کرد. اعلان جنگ به ایالات متحده و بریتانیا حداقل برای مدتی موقتاً انتظار آلمان برای مشارکت در اقدام نظامی علیه شوروی را متوقف کرد. برخی معتقد بودند اعلام جنگ به شوروی می‌توانست باعث آغاز شورشی مردمی علیه حاکمیت شود. با همه این‌ها تزار که دیگر نسبت به حصول موفقیت دلسرد شده بود، کناره‌گیری یا حتی خودکشی را مطرح می‌کرد. نزدیکان او از جمله خواهرش که نفوذ زیادی در او داشت، خطر اتحاد با آلمان را یادآوری و آن را موجب تکرار حوادث و عواقب جنگ جهانی اول که به تبعید فردیناند، تزار پیشین انجامید، می‌دانستند.

### جبهه شرقی
آلمان همچان خواهان ورود بلغارستان به جنگ با شوروی یا حداقل قطع روابط دیپلماتیک با آن بود. تزار بوریس سوم با تأکید بر بی‌نتیجه بودن این اقدام برای آلمان، ۵ دلیل برای اجتناب از این کار اقامه کرد:
1. لزوم حضور ارتشی قدرتمند در بالکان برای جلوگیری از تهاجم ترکیه
2. لزوم حفاظت از ساحل دریای سیاه جهت جلوگیری از تهاجم شوروی
3. لزوم حضور نیرویی قدرتمند در مناطق اشغالی بالکان جهت کنترل آشوب‌های احتمالی و سرکوب خرابکاری‌ها (اشاره به شورش یونانی‌ها در مناطق تحت کنترل یونان در سپتامبر ۱۹۴۱)
4. عدم وجود تجهیزات و تسلیحات مدرن در ارتش بلغارستان جهت به‌کارگیری در جبهات نبرد، لزوم استفاده از آن علیه نیروهای کمتر توانمند
5. مناسب نبودن ارتش بلغارستان در نبردهایی با فاصله دور و عدم میل آن‌ها به جنگی جز برای محافظت از خود

دولت آلمان برای بار دیگر با پذیرش این دلایل برای مدت کوتاهی از خواسته خود دست برداشت. میانه ماه مارس ۱۹۴۲ آلمان مجدداً با یادآوری این که نصیب بلغارستان از جنگ منوط به میزان مشارکت آن در جنگ به خصوص با شوروی است، اعلام کرد با این شرایط نباید انتظار حفظ مناطق به دست آورده شده را نیز داشته باشد. دولت بلغارستان در جواب مدعی شد احساسات عمومی برای مشارکت این کشور در جنگ با شوروی مناسب نیست.
با توجه به شرایط جبهه شرقی اوایل سال ۱۹۴۲، نگرانی بلغارستان از حمله شوروی غیر منطقی به نظر می‌رسید اما وجود این تهدید همچنان غیرقابل انکار بود. به نحوی که آلمان نیز آن را تا حدودی جدی تلقی می‌کرد. در ماه فوریه ۱۹۴۲ آلمانی‌ها به وجود رابطه بین شوروی و ترکیه مشکوک شدند. آن‌ها می‌پنداشتند شوروی با ناراحتی از بلغارستان، با قول دریافت اراضی جدید در بلغارستان در حال تحریک ترکیه برای حمله به آن است. سفیر آلمان در رومانی پیشبینی کرد شوروی در بهار سال ۱۹۴۲، نقطه ای بین وارنا و بورگاس، به سواحل بلغارستان حمله‌ور خواهش شد. حمله ای که نه تنها جهت بازکردن جبهه دومی علیه آلمان طراحی شده بود بلکه موجب تحریک قیام کمونیستی در بلغارستان می‌شد. در همین هنگام وزیر جنگ بلغارستان به نخست‌وزیر گفت شوروی نیروی کافی برای چنین عملی در اختیار ندارد، اما قول داد اقدامات و آمادگی‌های لازم در مقابل تهدیدات را به انجام برساند. صاحب نظران ارتش آلمان معتقد بودند در صورت چنین تهاجمی، ارتش ضعیف بلغارستان توان مقابله با آن را ندارد و این تمامی مزایای ورود آن‌ها به جنگ را از بین خواهد برد. این اظهار نظر کار بوریس را که ماه مارس ۱۹۴۲ به آلمان سفر کرد، برای رد درخواست رسمی ریبنتروپ در بیست و پنجم همین ماه مبنی بر قطع رابطه با شوروی آسان‌تر کرد. با این حال آلمان همچنان سفارت شوروی در بلغارستان را محلی برای جاسوسی علیه این کشور یا حتی علیه کل کشورهای قوای محور می‌دانست. بوریس در دیدار خود با هیتلر اذعان کرد بلغارستان مجبور است برای کاهش خطر شوروی و ترکیه به این سیاست خود ادامه بدهد. بوریس بعداً مدعی شد هیلتر پس از متقاعد شدن پذیرفته که بلغارستان جهت دفع خطر ترکیه ارتش خود را دست نخورده و با حداکثر قدرت نگاه دارد.
حمله آلمان به اتحاد جماهیر شوروی موج قابل توجهی از اعتراضات را در بلغارستان در پی داشت که منجر به فعال شدن جنبش زیرزمینی چریکی به رهبری حزب کمونیست بلغارستان شد. جنبش مقاومتی تحت عنوان جبهه میهن در اوت سال ۱۹۴۲ توسط حزب کمونیست، جنبش زونو و تعدادی دیگر از احزاب پس حصول چند پیروزی توسط متفقین و عیان شدن امکان شکست نازی‌ها، برای مقابله با دولت طرفدار آلمان ایجاد شد. گروه‌های پارتیزانی به ویژه در مناطق کوهستانی بلغارستان غربی و جنوبی فعال بودند که با اقداماتی نظیر حمله به قطارها و انهدام پل‌ها دردسر زیادی برای دولت مرکزی ایجاد کردند.
در اوت سال ۱۹۴۳، پس از بازدید از آلمان، تزار بوریس سوم به‌طور ناگهانی درگذشت. با وجود این که دلیل رسمی مرگ تزار حمله قلبی اعلام شد اما برخی معتقدند وی مسموم شده‌است زیرا از مشارکت همه‌جانبه بلغارستان در برنامه‌های آلمان جلوگیری می‌کرد. براساس خاطرات مربوط به نماینده نظامی آلمان در صوفیه، سرهنگ فون شوننبک، دو پزشک آلمانی که در بستر تزار حضور داشتند - ساژیتز و هانس اپینجر - هر دو معتقد بودند که تزار با همان سمی که گفته می‌شود دکتر اپینجر دو سال قبل در معاینه پس از مرگ ایووانیس متاکاس، نخست‌وزیر یونان یافته بود، کشته شده‌است. پس از بوریس سوم پسر شش ساله او، سیمئون دوم، جانشین وی شد. به دلیل کمی سن سیمئون، شورای نیابت سلطنت تشکیل شد. نخست‌وزیر جدید دابری بوژیلوف بیشتر به عنوان دست نشانده آلمانی‌ها شناخته می‌شد.
در تابستان سال ۱۹۴۴، پس از شکست مدافعان نازی در حوالی یاش و کیشینا، ارتش سرخ در حال نزدیک شدن به بالکان و بلغارستان بود. در ۲۳ اوت سال ۱۹۴۴، رومانی قدرت‌های محور را ترک کرد و به آلمان اعلان جنگ نمود و به نیروهای شوروی اجازه داد با عبور از قلمرو آن به بلغارستان برسند. در ۲۶ اوت، دولت بلغارستان اعلان کرد که در جنگ آلمان و اتحاد جماهیر شوروی بی‌طرف است و به نیروهای آلمانی دستور داد که این کشور را ترک کنند. در همان زمان جبهه میهن تصمیم به آغاز یک شورش مسلحانه علیه دولت گرفت. در ۲ سپتامبر دولت بوژیلوف سقوط کرد و توسط دولت دیگری به رهبری کنستانتین موراویف متشکل از احزاب مخالف که هیچ‌یک عضو جبهه میهن نبودند، جایگزین شد. جبهه میهن از حمایت دولت خودداری کرد و آن را متهم به تشکیل بافتن از عناصر طرفدار نازی‌ها در تلاش برای حفظ قدرت نمود. در ۵ سپتامبر، اتحاد جماهیر شوروی به بلغارستان اعلان جنگ کرد و سه روز بعد با عبور از مرز، شمال شرقی بلغارستان را به همراه شهرهای بندری کلیدی وارنا و بورگاس به اشغال خود درآورد. ارتش بلغارستان به دستور دولت هیچ مقاومتی به این اقدام نشان نداد.

## متفقین (۱۹۴۵–۱۹۴۴)

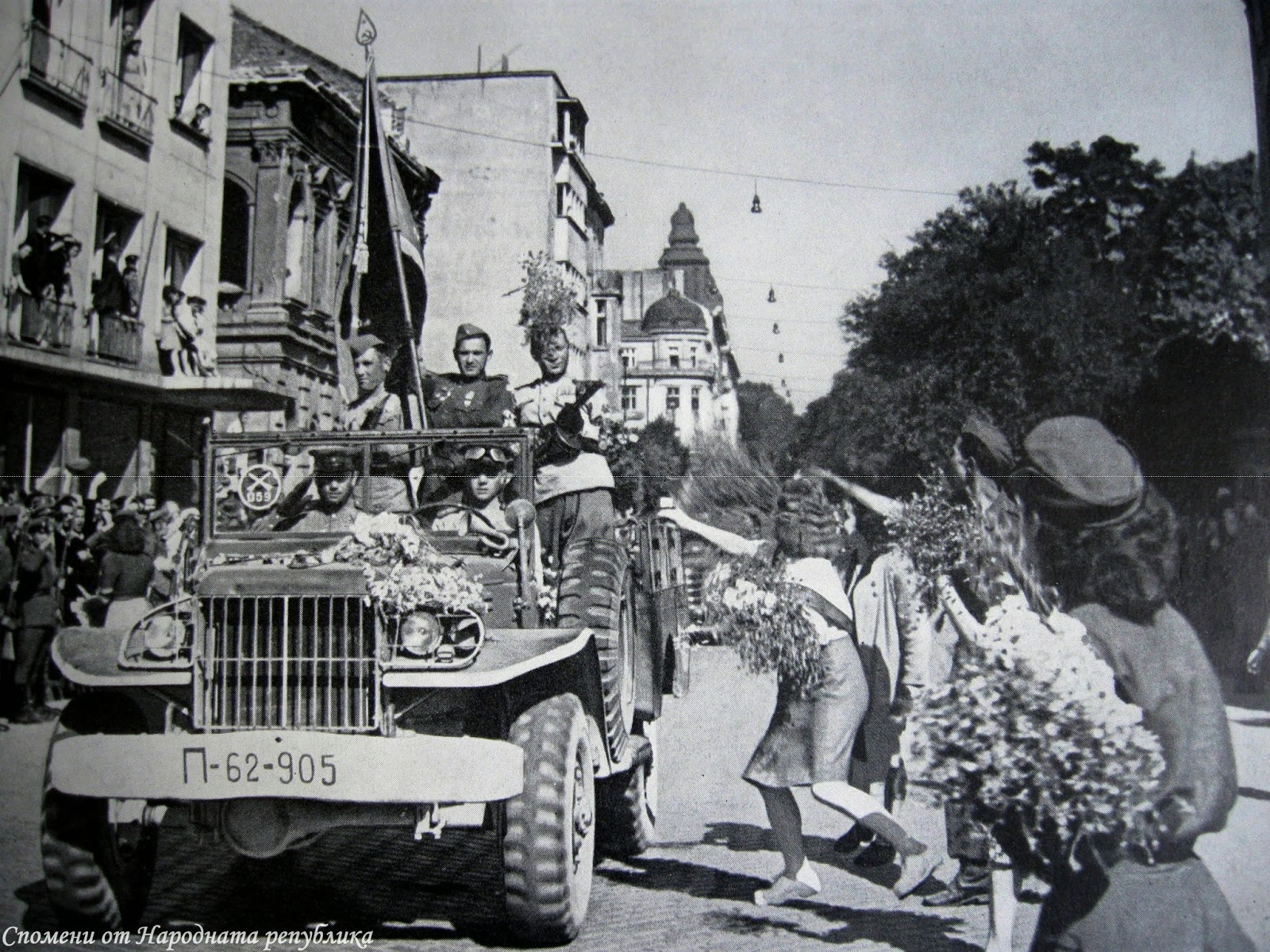
سربازان اتحاد جماهیر شوروی در صوفیه، بلغارستان (سپتامبر ۱۹۴۴)

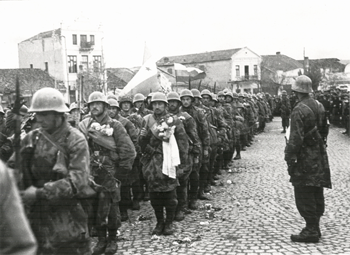
ورود چتربازان بلغارستانی در نوامبر ۱۹۴۴ به کومانوفو در مقدونیه

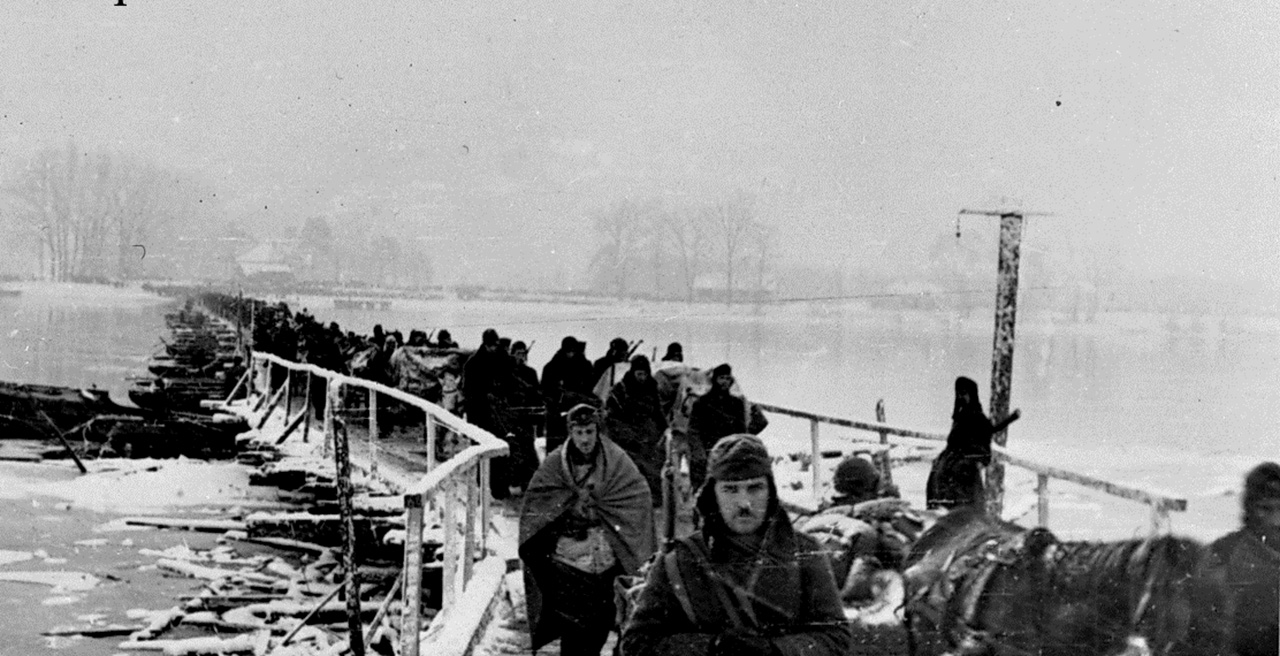
سربازان بلغارستانی در نزدیکی بزدان در وووودینا (ژانویه ۱۹۴۵)

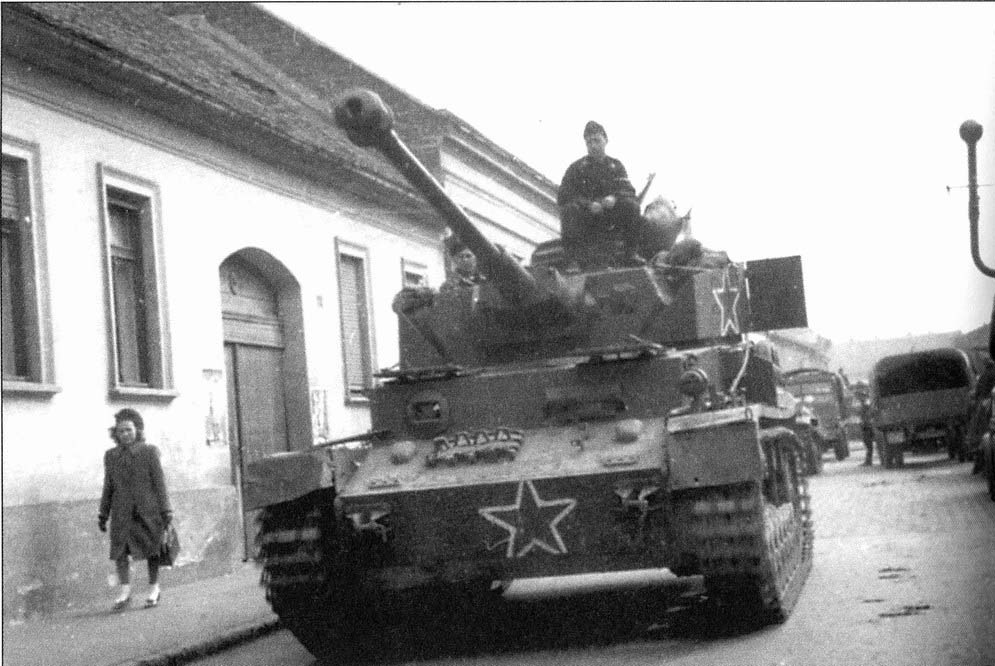
تانک پنزر ۴ ساخت آلمان ارتش بلغارستان در مجارستان (مارس ۱۹۴۵). نشان ستاره به سبک شوروی به منظور جلوگیری از اشتباه با تانک‌های آلمانی

۸ سپتامبر، نیروهای ارتش سرخ از مرز مشترک بلغارستان و رومانی عبور کردند درحالیکه همان روز افسران وابسته به زونو با انجام یک کودتاپس از تصرف نقاط حساس در صوفیه و دستگیری تعدادی از وزیران، دولت را سرنگون نمودند. دولت جدیدی به رهبری جبهه میهن که با تغییر ماهیت از یک گروه شورشی به یک جبهه سیاسی پیش رو، در ۹ سپتامبر با نخست‌وزیری کیمون گئورگیف تشکیل شد. این دولت با پیگری صلح با شوروی، بلافاصله علیه آلمان و متحدانش اعلان جنگ داد و لشکرهای ضعیف اعزام شده توسط قوای محور برای حمله به بلغارستان را به آسانی عقب راند. در مقدونیه، نیروهای بلغارستانی محاصره شده توسط نیروهای آلمانی، که توسط فرماندهان عالی‌رتبه مورد خیانت واقع شده بودند، با مبارزه راه بازگشت به مرزهای قدیمی بلغارستان را پشت سر گذاشتند.
برخلاف نیروهای مقاومت کمونیستی، حامیان جناح راست سازمان انقلابی مقدونیه (IMRO) راه حل مسئله مقدونیه را در ایجاد یک کشور مستقل مقدونی حامی بلغارستان می‌دیدند. در این زمان، ایوان میهائیلوف، رهبر IMRO وارد اسکوپیه تحت اشغال آلمان شد، جایی که آلمانی‌ها امیدوار بودند که وی بتواند یک کشور مقدونی را براساس ساختارهای سابق IMRO تشکیل دهد. او با اطمینان از شکست آلمان در جنگ و برای جلوگیری از خونریزی بیشتر پس از دو روز این درخواست را رد واین شهر را ترک کرد.
به رهبری دولت جدید طرفدار کمونیست‌ها، سه ارتش بلغارستان (در مجموع حدود ۴۵۵۰۰۰ نفر) در سپتامبر ۱۹۴۴ وارد یوگسلاوی شدند و در کنار نیروهای اتحاد جماهیر شوروی و یوگسلاوی، با هدف جلوگیری از عقب‌نشینی نیروهای آلمانی از یونان به سمت نیش و اسکوپیه حرکت کردند. صربستان جنوبی و شرقی و مقدونیه طی یک ماه از کنترل آلمانی‌ها خارج شد و ارتش اول بلغارستان متشکل از ۱۳۰ هزار نفر برای نخستین بار پیشروی خود در سایر مناطق اروپا به سمت مجارستان را ادامه داد.
این ارتش با عقب زدن آلمانی‌ها در آوریل ۱۹۴۵ وارد اتریش شد. در ۸ مه ۱۹۴۵ روزی که دولت نازی‌ها در آلمان خود را تسلیم دشمنان کرد، اولین ارتباط ارتش اول بلغارستان با ارتش هشتم بریتانیا در شهر کلاگن‌فورت برقرار گردید. ولادیمیر استویچف، فرمانده ارتش اول بلغارستان با چارلز کایتلی فرمانده سپاه پنجم بریتانیا توافق تعیین محدوده کنترل را امضا کرد.

## پیامدها و نتایج
برخی بلغارستان را در طول جنگ جهانی دوم «خوش شانس» توصیف کرده‌اند. چرا که با وجود وضعیت وخیم همسایگان این کشور و سایر مناطق اروپا، در طول جنگ آسیب چندانی به بلغارستان وارد نشد. نیروهای ارتش سرخ اواخر جنگ جهانی دوم وارد بلغارستان شدند و یک رژیم کمونیستی به ریاست گئورگی دیمیتروف در این کشور به قدرت رسید. سلطنت از بین رفت و تزار به تبعید فرستاده شد.
معاهدات صلح پاریس در سال ۱۹۴۷، ادغام دوبرویا جنوبی به بلغارستان در طول جنگ را تأیید کرد تا بلغارستان تنها کشور از قوای محور نام بگیرد که قلمرو آن نسبت به پیش از جنگ افزایش پیدا کرد. قسمتهای اشغالی منطقه اژه و مقدونیه شمالی که به بلغارستان سپرده شده بود، به صاحبان پیشین بازگردانده شد و ۱۵۰ هزار بلغارستانی از تراکیه غربی اخراج گردید.
با پایان جنگ بلغارستان توانست حدود ۴۵۰٬۰۰۰ نفر را بسیج کند. تجهیزات نظامی این نیروها بیشتر آلمانی بود. تا سال ۱۹۴۵ بلغارستان تسلیحات دیگری نیز از شوروی که عمدتاً تسلیحات سبک بودند، دریافت کرد.
بیشتر جمعیت ۵۰ هزار نفری یهودیان بلغارستان پس از پایان جنگ جهانی دوم از این کشور مهاجرت کردند که بخش عمده ای از آن‌ها راهی اسرائیل تازه شکل گرفته گردیدند.